# Hylocharis
Hylocharis es un género de aves apodiformes perteneciente a la familia Trochilidae —los colibríes—, que agrupa apenas a dos [especie]]s nativas de América del Sur, cuyas áreas de distribución se encuentran entre las Guayanas y este de Venezuela al norte y el centro oriental de Argentina y Uruguay al sur. Otras cuatro especies anteriormente incluidas en el presente fueron transferidas a los géneros Chrysuronia y Chlorestes como resultado de estudios filogenéticos. A sus miembros se les conoce por el nombre común de zafiros o picaflores.

## Características
Los colibríes de este género miden 9 cm de longitud. Los caracteriza el pico recto, rojo con ápice negro, ya que el plumaje de las dos especies es radicalmente diferente. Mientras chrysura es totalmente dorada-bronceada, el macho de sapphirina es predominantemente verde brillante, con garganta rufa, babero azul y cola rufo-castaña, y la hembra clara por abajo con manchas verdes.

## Sistemática
El género Hylocharis fue propuesto por el naturalista alemán Friedrich Boie en 1831; la especie tipo subsecuentemente designada es Trochilus sapphirinus, actualmente Hylocharis sapphirina.

### Etimología
El nombre genérico femenino «Hylocharis» se compone de las palabras del griego «hulē» que significa ‘bosque’ y «kharis» que significa ‘hermoso’.

### Taxonomía
Los estudios filogenéticos de McGuire et al. (2014) demonstraron que las especies anteriormente incluidas en el presente género H. grayi y H. humboldtii eran parientes más próximas de Chrysuronia oenone y las especies H. cyanus y H. eliciae eran parientes más próximas de Chlorestes notata. En la clasificación propuesta para resolver esta situación Stiles et al. (2017) propusieron la ampliación de Chrysuronia y de Chlorestes para incluir las especies mencionadas, lo que fue reconocido por el Comité de Clasificación de Sudamérica (SACC) en la Propuesta N.º 781, y por el Comité de Clasificación de Norte y Mesoamérica (N&MACC) en la Propuesta N.º 2020-A-03.

## Lista de especies
Según las clasificaciones del Congreso Ornitológico Internacional (IOC) y Clements Checklist/eBird, el género agrupa a las siguientes especies con el respectivo nombre popular de acuerdo con la Sociedad Española de Ornitología (SEO):
| Imagen | Nombre científico     | Autor          | Nombre común      | Estado de conservación | Distribución |
| ------ | --------------------- | -------------- | ----------------- | ---------------------- | ------------ |
|        | Hylocharis sapphirina | (Gmelin), 1788 | zafiro gorgirrojo | LC                     |              |
|        | Hylocharis chrysura   | (Shaw), 1812   | zafiro bronceado  | LC                     |              |